# Monday Morning
Monday Morning è una canzone della cantante canadese Melanie Fiona, estratta come terzo singolo dal suo primo album intitolato The Bridge, la cui pubblicazione è avvenuta il 10 luglio 2009. Il singolo è stato scritto da Sidh Solanki, Peter Wade Keusch, Charlene Gilliam e prodotto da quest'ultimo insieme a Sidh Solanki.

## Tracce
Download digitale
1. Monday Morning - 3:38

## Classifiche
| Classifica (2009) | Posizione massima |
| ----------------- | ----------------- |
| Austria           | 3                 |
| Germania          | 46                |
| Polonia           | 1                 |
| Svezia            | 11                |
| Slovacchia        | 13                |
| Svizzera          | 1                 |
| Ungheria          | 1                 |

### Classifiche di fine anno
| Anno | Paese    | Posizione |
| ---- | -------- | --------- |
| 2009 | Svizzera | 37        |
| 2010 | Ungheria | 12        |
| 2010 | Svezia   | 32        |
| 2011 | Ungheria | 17        |